# Nonluogo
Il neologismo nonluogo (o non luogo, entrambi modellati sul francese non-lieu) definisce due concetti complementari ma distinti: da una parte quegli spazi costruiti per un fine ben specifico (solitamente di trasporto, transito, commercio, tempo libero e svago) e dall'altra il rapporto che viene a crearsi fra gli individui e quegli stessi spazi. Il termine francese fu introdotto dall'antropologo francese Marc Augé nel 1992, nel suo libro Non-lieux. Introduction à une anthropologie de la surmodernité, tradotto in italiano nel 1996, con il titolo Nonluoghi. Introduzione a una antropologia della surmodernità. Il termine italiano è stato registrato come neologismo per la prima volta a partire dal 2003 per essere poi accolto nei lessici di tutti i vocabolari italiani.

## Definizione
Marc Augé definisce i nonluoghi in contrapposizione ai luoghi antropologici, quindi tutti quegli spazi che hanno la prerogativa di non essere identitari, relazionali e storici. Fanno parte dei nonluoghi sia le strutture necessarie per la circolazione accelerata delle persone e dei beni (autostrade, svincoli e aeroporti), sia i mezzi di trasporto, i grandi centri commerciali, gli outlet, i campi profughi, le sale d'aspetto, gli ascensori eccetera. Spazi in cui milioni di individualità si incrociano senza entrare in relazione, sospinti o dal desiderio frenetico di consumare o di accelerare le operazioni quotidiane o come porta di accesso a un cambiamento (reale o simbolico).
I nonluoghi sono prodotti della società della surmodernità, incapace di integrare in sé i luoghi storici confinandoli e banalizzandoli in posizioni limitate e circoscritte alla stregua di "curiosità" o di "oggetti interessanti". Simili eppure diversi: le differenze culturali massificate, in ogni centro commerciale possiamo trovare cibo cinese, italiano, messicano e magrebino. Ognuno con un proprio stile e caratteristiche proprie nello spazio assegnato. Senza però contaminazioni e modificazioni prodotte dal nonluogo. Il mondo con tutte le sue diversità è tutto racchiuso lì.
I nonluoghi sono incentrati solamente sul presente e sono altamente rappresentativi della nostra epoca, che è caratterizzata dalla precarietà assoluta (non solo nel campo lavorativo), dalla provvisorietà, dal transito e dal passaggio e da un individualismo solitario. Le persone transitano nei nonluoghi ma nessuno vi abita.
I luoghi e i nonluoghi sono sempre altamente interlegati e spesso è difficile distinguerli. Raramente esistono in "forma pura": non sono semplicemente uno l'opposto dell'altro, ma fra di essi vi è tutta una serie di sfumature. In generale però sono gli spazi dello standard, in cui nulla è lasciato al caso: tutto al loro interno è calcolato con precisione, il numero di decibel, dei lum, la lunghezza dei percorsi, la frequenza dei luoghi di sosta, il tipo e la quantità di informazione. Sono l'esempio esistente di un luogo in cui si concretizza il sogno della "macchina per abitare", spazi ergonomici efficienti e con un altissimo livello di comodità tecnologica (porte, illuminazione, acqua automatiche).

## Rapporto tra i "nonluoghi" e i loro frequentatori
Nonostante l'omogeneizzazione, i nonluoghi solitamente non sono vissuti con noia ma con una valenza positiva (l'esempio di questo successo è il "franchising" ovvero la ripetizione infinita di strutture commerciali simili tra loro). Gli utenti poco si preoccupano del fatto che i centri commerciali siano tutti uguali, godendo della sicurezza prodotta dal poter trovare in qualsiasi angolo del globo la propria catena di ristoranti preferita o la medesima disposizione degli spazi all'interno di un aeroporto.
Da qui uno dei paradossi dei nonluoghi: il viaggiatore di passaggio smarrito in un paese sconosciuto si ritrova solamente nell'anonimato delle autostrade, delle stazioni di servizio e degli altri nonluoghi.
Il rapporto fra nonluoghi e i suoi abitanti avviene solitamente tramite simboli (parole o voci preregistrate). L'esempio lampante sono i cartelli affissi negli aeroporti vietato fumare oppure non superare la linea bianca davanti agli sportelli. L'individuo nel nonluogo perde tutte le sue caratteristiche e i ruoli personali per continuare a esistere solo ed esclusivamente come cliente o fruitore. Il suo unico ruolo è quello dell'utente, questo ruolo è definito da un contratto più o meno tacito che si firma con l'ingresso nel nonluogo.
Le modalità d'uso dei nonluoghi sono destinate all'utente medio, all'essere umano generico, senza distinzioni. Non più persone ma entità anonime: Il cliente conquista dunque il proprio anonimato solo dopo aver fornito la prova della sua identità, solo dopo aver, in qualche modo, controfirmato il contratto. Non vi è una conoscenza individuale, spontanea e umana. Non vi è un riconoscimento di un gruppo sociale, come siamo abituati a pensare nel luogo antropologico. Una volta l'uomo aveva un'anima e un corpo, oggi ha bisogno anche di un passaporto, altrimenti non viene trattato da essere umano così scriveva il novelliere e saggista Stefan Zweig: da quel tempo il processo di disindividualizzazione della persona è andato via via progredendo.
Si è socializzati, identificati e localizzati solo in occasione dell'entrata o dell'uscita (o da un'altra interazione diretta) nel/dal nonluogo; per il resto del tempo si è soli e simili a tutti gli altri utenti/passeggeri/clienti che si ritrovano a recitare una parte che implica il rispetto delle regole. La società che si vuole democratica non pone limiti all'accesso ai nonluoghi, a patto che si rispettino una serie di regole, poche e ricorrenti. Farsi identificare come utenti solvibili (e quindi accettabili), attendere il proprio turno, seguire le istruzioni, fruire del prodotto e pagare.
Anche il concetto di "viaggio" è stato pesantemente attaccato dalla surmodernità: grandi "nonluoghi" posseggono ormai la medesima attrattività turistica di alcuni monumenti storici. A proposito del più grande centro commerciale degli Stati Uniti d'America, il "Mall of America", che richiama oltre 40 milioni di visitatori ogni anno (molti dei quali ci entrano nel corso di un giro turistico), scrive il critico Michael Crosbie nella rivista Progressive Architecture: «si va al Mall of America con la stessa religiosa devozione con cui i Cattolici vanno in Vaticano, i Musulmani alla Mecca, i giocatori di azzardo a Las Vegas, i bambini a Disneyland». Anche i centri storici delle città europee si stanno sempre di più omologando, con i medesimi negozi e ristoranti, il medesimo modo di vivere delle persone e addirittura gli stessi artisti di strada. L'identità storica delle città ridotta a stereotipo di richiamo turistico.

## Centri commerciali
L'identificazione dei centri commerciali come nonluoghi, tuttavia, è stata oggetto di messe a fuoco distinte da quella di Marc Augé: una ricerca effettuata in Italia su un vasto campione di studenti delle scuole superiori (Lazzari & Jacono, 2010) ha mostrato come i centri commerciali siano uno dei punti di ritrovo d'elezione per gli adolescenti, che li pongono al terzo posto delle proprie preferenze d'incontro dopo casa e bar. Secondo Marco Lazzari (2012) i "nativi digitali" sono nativi anche rispetto ai centri commerciali, nel senso che non li percepiscono come una cosa altra da sé: i ragazzi sentono il centro commerciale come un luogo vero e proprio, di frequentazione non casuale e non orientata soltanto all'acquisto, dove si può esprimere la socialità, incontrare gli amici e praticare con loro attività divertenti e interessanti.
Lo stesso Augé, in effetti, ha successivamente convenuto che «qualche forma di legame sociale può emergere ovunque: i giovani che si incontrano regolarmente in un ipermercato, per esempio, possono fare di esso un punto di incontro e inventarsi così un luogo».

## Il nonluogo nei rifugiati
Augé definisce come doppiamente destinati al nonluogo i rifugiati: essi tagliano i ponti con il luogo di provenienza, a volte per sempre, e si imbarcano senza identità verso qualcosa che non raggiungeranno mai. Sono in duplice negazione. Si crea, particolarmente nell'Europa che tenta di fermare l'ingresso dei migranti, una coppia di nonluoghi: quelli dell'abbondanza, sostanzialmente già descritti sopra, e quelli della miseria, come campi profughi, centri di detenzione dei migranti et similia. In essi la tendenza spontanea riscontrabile nei centri commerciali o in altri nonluoghi a divenire, per alcuni, dei veri e propri luoghi, non si verifica, trattandosi di spazi strutturalmente esclusivi e transitori. L'identità è pericolosa per chi ci si trova (poiché espone al rischio di espulsione o incarcerazione) e questo elimina ogni possibilità di riconversione in luogo.